# Pilspinnmal
Pilspinnmal (Yponomeuta rorrellus) är en fjärilsart som först beskrevs av Jacob Hübner 1796.  Pilspinnmal ingår i släktet Yponomeuta, och familjen spinnmalar. Arten är reproducerande i Sverige.